# Robby Krieger
Robert Alan Krieger (Los Angeles, 8 januari 1946) is een Amerikaanse muzikant. Hij werd vooral bekend als gitarist van de The Doors. Hoewel Krieger in zijn jeugd veel naar klassieke muziek luisterde ging zijn uiteindelijke liefde toch naar blues, flamenco, rock-'n-roll en jazz. Artiesten waar hij graag naar luisterde en die ook van grote invloed op hem geweest zijn, zijn Paul Butterfield Blues Band en Robert Johnson.  
In het begin van de jaren 60 speelde hij samen met drummer John Densmore in The Psychedelic Rangers. Toen toetsenist Ray Manzarek nieuwe leden zocht voor zijn band kwam hij bij Densmore terecht en via hem bij Krieger. De nieuwe band – met de naam The Doors – had nu haar vier leden. Naast leadzanger Jim Morrison was Krieger het andere lid van The Doors dat bijdroeg aan teksten van de band. Zo zijn Light My Fire, Tell All The People, Roadhouse blues, You're Lost Little Girl en Yes, The River Knows van zijn hand. Ondanks de successen van de band raakten Manzarek, Densmore en Krieger steeds geïrriteerder over het door drugs beïnvloede gedrag van Morrison. Toch kwam de breuk er niet. 
Na de dood van Morrison was hij enige tijd leadzanger van de groep. Toen The Doors wel besloten te stoppen enkele jaren na de dood van Morrison besloten Krieger en Densmore samen The Butts Band op te richten. Phillip Chen, Roy Davis en Jess Roden waren andere leden. De groep produceerde twee platen, maar was niet echt succesvol. Alle drie de oud-leden van The Doors besloten nu voor zichzelf aan een solocarrière te gaan werken. Voor Krieger betekende dat toch vooral dat hij doorging in de muziek. Hij speelde (en speelt) in The Robby Krieger Band. 
In 2002-2003 besloten hij en Manzarek, aangevuld met zanger Ian Astbury en drummer Stewart Copeland, weer als The Doors op te treden. Dit was tegen het zere been van drummer Densmore die een proces aanspande. De groep trad eerst op onder de naam The Doors of the 21st Century, later als Riders on the Storm en tot aan de dood van Manzarek op 20 mei 2013 onder de naam Manzarek-Krieger. 
Op 28 maart 2014 werd bekendgemaakt dat Krieger een gastoptreden zou hebben in het nummer "Her Bullets Energy" voor het aankomende soloalbum van John Garcia.
Een andere activiteit van Krieger is schilderen.
Jim Morrison · Robby Krieger · Ray Manzarek · John Densmore
- Biblioteca Nacional de España: XX990089
- Bibliothèque nationale de France: cb14010492h (data)
- Gemeinsame Normdatei: 134678184
- International Standard Name Identifier: 0000 0000 7140 8143
- Library of Congress Control Number: n94064103
- MusicBrainz: b553f0ad-4543-46f2-88ea-1dc94a11c91a
- Nationale Bibliotheek van Tsjechië: js20020624015
- Nationale bibliotheek van Australië: 42421397
- Nationale Bibliotheek van Israël: 987011472383905171
- Nationale Bibliotheek van Polen: a0000003518607
- Istituto Centrale per il Catalogo Unico: UBOV852401
- Système universitaire de documentation: 152175393
- Trove: 1457916
- Virtual International Authority File: 37113757
- WorldCat: E39PBJkTcCHxFJv6XJGv9TTT73